# Springdale (Arkansas)
Springdale is een plaats (city) in de Amerikaanse staat Arkansas, en valt bestuurlijk gezien onder Benton County en Washington County.

## Demografie
Bij de volkstelling in 2000 werd het aantal inwoners vastgesteld op 45.798.
In 2006 is het aantal inwoners door het United States Census Bureau geschat op 63.082, een stijging van 17284 (37,7%).

## Geografie
Volgens het United States Census Bureau beslaat de plaats een oppervlakte van
81,1 km², geheel bestaande uit land. Springdale ligt op ongeveer 365 m boven zeeniveau.

## Plaatsen in de nabije omgeving
De onderstaande figuur toont nabijgelegen plaatsen in een straal van 16 km rond Springdale.